# Animation x Paralympic
Ani x Para: Anata no híró wa dare desu ka? (japonsky アニ×パラ〜あなたのヒーローは誰ですか〜; zjednodušeně také jako Animation x Paralympic) je série animovaných krátkometrážních filmů, které vyrobila stanice NHK, aby propagovala Letní paralympijské hry 2020 konané v Tokiu. Každá z epizod obsahuje jiný paralympijský sport a je produkována ve spolupráci se známými tvůrci anime a mang.
Dne 28. února 2020 bylo oznámeno, že Kyoto Animation muselo kvůli žhářskému útoku zrušit epizodu, která měla mít premiéru v srpnu 2019, protože by ji nestihlo dokončit včas.